# 白鶴酒造
白鶴酒造株式会社（はくつるしゅぞう、HAKUTSURU SAKE BREWING CO.,LTD）は、兵庫県神戸市東灘区に本社を置く日本酒メーカーである。

## 概要
灘五郷の1つ、御影郷にある。本社は神戸市東灘区住吉南町4-5-5。本社の敷地に白鶴酒造資料館があり、団体旅行の見学コースにもなっている。白鶴酒造を経営する嘉納家は御影郷でも指折りの名門であり、菊正宗酒造を経営する嘉納家と祖を同じくする。白鶴酒造の嘉納家を「白嘉納」と呼ぶのに対し、菊正宗酒造の嘉納家を「本嘉納」と呼ぶ。
白鶴酒造（白嘉納家）は、同じ御影郷の菊正宗酒造（本嘉納家）や魚崎郷の櫻正宗（山邑家）とともに、灘中学校を創設した。
7代目嘉納治兵衛が設立した白鶴美術館は中国古美術、中でも青銅器のコレクションでは世界的に知られている。
コーポレートスローガンは「時をこえ 親しみの心をおくる」。一時期は「米・水・人が原点です」が使われていた。
主力商品白鶴「まる」のCMでは、主に地元漁師による郷土料理を紹介している（酒のCMだけに、酒肴となるものが中心である）。白鶴「まる」のCMには長年、俳優の矢崎滋が出演していたが、2006年9月から2009年8月までは女優・タレントのともさかりえが出演した。しかし、矢崎時代から続いていた「漁師シリーズ」は継承した。「まる」発売25周年を迎えた2009年9月1日からは、「こんな時代も、○（まる）になる。」をキャッチコピーに掲げ、演歌歌手の氷川きよしがCMに出演していたが、2015年から2019年まではTOKIOの城島茂、2020年からは2022年までは読売ジャイアンツの丸佳浩、2023年からは小澤征悦が出演している。
白鶴錦という酒米を生み出した。
近年は、酒造技術で培われたノウハウを生かし、酒粕から抽出された成分を原材料とした化粧品の開発・販売も行うなどの新たな分野に進出している。

## 歴史
- 1743年 創業。
- 1747年「白鶴」と命名。
- 1885年 商標「白鶴」を登録。
- 1897年 嘉納合名会社に改組。
- 1927年 昭和酒造株式会社を設立。
- 1934年 白鶴美術館開設。

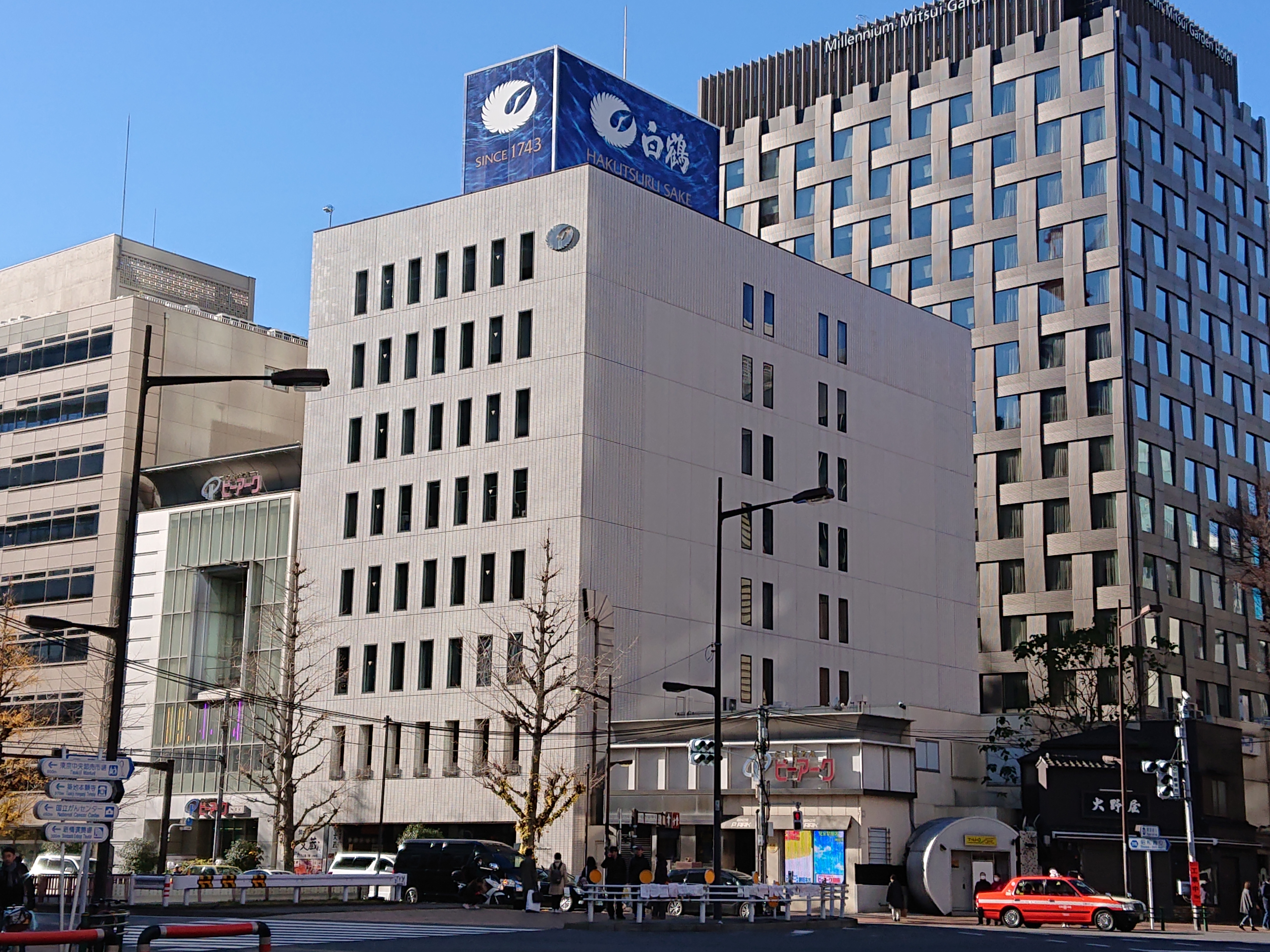
東京支社（東京都中央区銀座5丁目）

- 1947年 嘉納合名会社と昭和酒造株式会社を合併し、商号を「白鶴酒造株式会社」とする。
- 1964年 四季醸造工場「本店三号工場」竣工。
- 1976年 清酒「忠勇」の商標権を忠勇株式会社（現・ジャパン・フード&リカー・アライアンス株式会社）から譲受。
- 1979年 日本酒業界で初のコーポレートアイデンティティ (CI) 導入。企業スローガンは「時をこえ 親しみの心をおくる」。
- 1982年 「白鶴酒造資料館」開館。
- 1984年 「白鶴まる」発売。
- 1995年 1月17日 阪神・淡路大震災により被災。
- 1999年 ISO14001認証取得。
- 2007年 独自開発酒米「白鶴錦」品種登録。
- 2012年 「灘魚崎工場」竣工。
- 2014年 12月17日に青森県の酒造メーカー桃川の株式を100％取得[1]。
- 2016年 3月30日に愛媛県の酒造メーカー梅錦山川を全発行済み株式を24日付で取得し、梅錦山川が白鶴の完全子会社となった[2]。
- 2017年 4月12日にビール輸入会社アイコン ユーロパブの発行済み株式の87.6%を取得し、子会社とした[3]。
- 2022年 モルソン・クアーズよりジーマ、ブルームーンの日本独占輸入販売権を取得[4]。
- 2024年 12月1日に一般財団法人神戸農政公社から神戸ワインの製造・販売事業を継承[5]。

## 商品

### 日本酒

#### 天空
- 超特撰 白鶴 天空 瓶内発酵 純米大吟醸 あわね
- 超特撰 白鶴 天空 袋吊り 純米大吟醸 みとせ
- 超特撰 白鶴 天空 袋吊り 純米大吟醸 山田錦
- 超特撰 白鶴 天空 袋吊り 純米大吟醸 白鶴錦

#### 翔雲
- 白鶴 翔雲 純米大吟醸 自社栽培白鶴錦
- 白鶴 翔雲 純米吟醸 白鶴錦（化粧箱）

#### 白鶴印
- 特撰 白鶴 飛翔 1.8L瓶
- 特撰 白鶴 飛翔 ドライ 1.8L瓶
- 上撰 白鶴 1.8L瓶
- 上撰 白鶴 サケパック 2.0L
- 上撰 白鶴 サケパック 900ml
- 上撰 白鶴 ハンディー 300ml瓶
- 上撰 白鶴 サケカップ 200ml瓶
- 上撰 白鶴 ペーパーカップ 180ml
- 佳撰 白鶴 1.8L瓶

#### 山田錦
- 特撰 白鶴 特別純米酒 山田錦 1.8L瓶
- 特撰 白鶴 特別純米酒 山田錦 720ml瓶
- 特撰 白鶴 特別純米酒 山田錦 300ml瓶
- 特撰 白鶴 特別純米酒 山田錦 180ml瓶
- 特撰 白鶴 純米吟醸 山田錦 720ml瓶

#### 大吟醸
- 白鶴 大吟醸 1.8L瓶
- 白鶴 大吟醸 300ml瓶
- 白鶴 大吟醸 180ml瓶
- 白鶴 純米大吟醸 1.8L瓶
- 白鶴 純米大吟醸 180ml瓶
- 白鶴 大吟醸 SWEET EDITION
- 白鶴 THE 大吟醸 CLEAR ボトル缶

#### 生貯蔵酒
- 上撰 白鶴 生貯蔵酒
- 上撰 白鶴 ねじ栓 生貯蔵酒

#### 上撰 淡麗純米
- 上撰 白鶴 淡麗純米 1.8L瓶
- 上撰 白鶴 淡麗純米 300ml瓶
- 上撰 白鶴 サケパック 淡麗純米 1.8L
- 上撰 白鶴 サケパック 淡麗純米 900ml

#### 雫花
- 白鶴 雫花（しずか） 大吟醸
- 白鶴 雫花（しずか） 純米

#### 上撰 山田錦
- 上撰 白鶴 サケパック 山田錦 1.8L
- 上撰 白鶴 サケパック 山田錦 900ml
- 上撰 白鶴 サケカップ 山田錦 200ml瓶

#### 糖質オフ・糖質ゼロ
- 白鶴 サケパック 糖質ゼロ 3.0L
- 白鶴 サケパック 糖質ゼロ 2.0L
- 白鶴 サケパック 糖質ゼロ 900ml
- 白鶴 サケパック 糖質ゼロ ～ライトテイスト～ 1.8L
- 白鶴 サケパック 糖質ゼロ ～ライトテイスト～ 900ml

#### まる
- 白鶴 サケパック まる 3.0L
- 白鶴 サケパック まる 2.0L
- 白鶴 サケパック まる 1.8L
- 白鶴 サケパック まる 900ml
- 白鶴 サケパック まる 640ml
- 白鶴 サケパック まる スリム 500ml
- 白鶴 サケパック まる 300ml
- 白鶴 サケカップ まる 200ml瓶
- 白鶴 ペーパーカップ まる 180ml
- 白鶴 サケパック まる辛口 3.0L
- 白鶴 サケパック まる辛口 900ml
- 白鶴 サケカップ まる辛口 200ml瓶
- 白鶴 サケパック 米だけのまる 純米酒 3.0L
- 白鶴 サケパック 米だけのまる 純米酒 900ml
- 白鶴 サケカップ 米だけのまる 純米酒 200ml瓶

#### その他の日本酒
- 超特撰 白鶴 典雅ゴールド
- 超特撰 白鶴 純米大吟醸 山田穂
- 白鶴 純米にごり酒 さゆり
- 上撰 白鶴 御神酒
- 白鶴 香るうまくち原酒
- 白鶴 香るうまくち大吟醸原酒
- 白鶴 サケパック 香る純米 香り織り 1.8L
- 白鶴 サケパック 香る純米 香り織り 900ml
- Hakutsuru Blanc

#### 淡雪スパークリング
- 白鶴 淡雪スパークリング

#### ノンアルコール
- 白鶴 吟零 スパークリング

#### 樽酒
- 上撰 白鶴 樽本荷
- 上撰 白鶴 樽仮巻
- 上撰 白鶴 樽本荷 別製
- 佳撰 白鶴 樽本荷
- 佳撰 白鶴 樽仮巻

#### 忠勇
- 特撰 忠勇 1.8L瓶
- 上撰 忠勇 1.8L瓶
- 佳撰 忠勇 1.8L瓶

### リキュール
- 梅酒原酒
- 白鶴 にごりうめ酒
- 白鶴 にごりゆず酒
- 白鶴 ぷるぷる梅酒
- ZIMA

### ワイン

#### チリワイン
- ミシオネス ブリュット スパークリング
- ミシオネス ロゼ スパークリング
- ミシオネス モスカート スパークリング
- ミシオネス グランレセルバ カベルネ・ソーヴィニヨン
- ミシオネス レセルバ カベルネ・ソーヴィニヨン
- ミシオネス レセルバ カルメネール
- ミシオネス レセルバ ソーヴィニヨン・ブラン
- ミシオネス レセルバ シャルドネ
- ミシオネス カベルネ・ソーヴィニヨン
- ミシオネス カルメネール
- ミシオネス シャルドネ
- ミシオネス ロゼ

#### フランスワイン
- プロダクタ シャトー・ラグランジェ 赤
- ボルドーA.C. 赤
- ボルドーA.C. 白
- レ・ココット シャルドネ
- レ・ココット ロゼ

#### イタリアワイン
- フェウドアンティーコ プレミアムBIO 赤
- フェウドアンティーコ プレミアムBIO 白
- フェウドアンティーコ エントリーBIO 赤
- フェウドアンティーコ エントリーBIO 白

#### スペインワイン
- レコダ ブリュット
- レコダ ロゼ
- ヴィヴァラ テンプラニーリョ オーガニック
- ヴィヴァラ アイレン オーガニック

#### ドイツワイン
- ゴールドエディション ピノ・ノワール
- ゴールドエディション リースリング・シュペートレーゼ
- ゴールドエディション リースリング・カビネット トロッケン
- グートロイトハウス グリューワイン 赤
- グートロイトハウス グリューワイン 白

#### イギリスワイン
- ボルニー ブラン・ド・ブラン
- ボルニー キュヴェ ロゼ
- ボルニー クラシック キュヴェ
- ボルニー キュヴェ ノワール
- ボルニー バブリー
- ボルニー バブリー ロゼ

#### ニュージーランドワイン
- EDWIN FOX ピノ・ノワール
- EDWIN FOX ソーヴィニヨン・ブラン バブル
- EDWIN FOX ソーヴィニヨン・ブラン

#### 神戸ワイン
- 神戸ワイン セレクト 赤
- 神戸ワイン セレクト 白辛
- 神戸ワイン セレクト 白甘
- 神戸ワイン セレクト ロゼ
- 神戸ワイン 神戸 赤
- 神戸ワイン 神戸 白辛
- 神戸ワイン エクストラ 赤
- 神戸ワイン エクストラ 白
- 神戸ワイン ベネディクシオンルージュ
- 神戸ワイン ベネディクシオンブラン

### 料理酒・みりん
- 白鶴 コクと旨みたっぷりの料理の日本酒 1.8L
- 白鶴 コクと旨みたっぷりの料理の日本酒 500ml
- 白鶴 麹たっぷりの料理の清酒 500ml
- 白鶴 料理の日本酒 糖質ゼロ 1.8L
- 白鶴 本みりん 1.8L瓶
- 白鶴 本みりん ペットボトル 1.8L
- 白鶴 本みりん おてごろ味 ペットボトル 1.8L
- 白鶴 素材がいきる料理の清酒 1.8L

### 食品
- 白鶴 あまざけ
- 白鶴酒造の酒粕ユーグレナ

### 化粧品
- ドラマティックリペア マッサージクレンジング
- ドラマティックリペア ウォッシングフォーム
- ドラマティックリペア ローション
- ドラマティックリペア ナノエマルジョン
- ドラマティックリペア ディープモイスチャーセラム
- ドラマティックリペア クリーム
- ドラマティックリペア モイストCCクリーム
- 白鶴 うるおい日本酒コスメ 酒粕&泥洗顔
- 白鶴 うるおい日本酒コスメ 美肌水
- 白鶴 うるおい日本酒コスメ 薬用 ジェルクリーム
- 白鶴 うるおい日本酒コスメ 酒粕パック
- 白鶴 うるおい日本酒コスメ 美容液マスク
- 鶴の玉手箱 白鶴の酒風呂 大吟醸酒配合
- 鶴の玉手箱 薬用 大吟醸石けん
- 鶴の玉手箱 薬用 柿渋石けん
- 純米大吟醸 米ぬかせっけん

## 過去の商品

### 日本酒
- 上撰 白鶴 サケペット 1.5L詰
- 白鶴 サケペット 辛口 1.5L詰
- 白鶴 サケペット 米だけのお酒 1.5L詰
- 白鶴 サケペット 純米 325ml詰
- 白鶴 サケペット 辛口冷酒 325ml詰
- 白鶴 サケペット うるおい美滴 梅酒325ml詰
- 白鶴 サケパック すっきり辛口 3.0L
- 白鶴 サケパック すっきり辛口 2.0L
- 白鶴 サケパック すっきり辛口 900ml
- 白鶴 サケカップ すっきり辛口 200ml瓶
- 白鶴 特選ミニグラス 純米
- 特撰 白鶴 吟醸 鶴姫
- 特撰 白鶴 飛翔 ハンディー 300ml瓶
- 上撰 白鶴 スカイキャップ
- 上撰 白鶴 きりっと辛口
- 佳撰 白鶴 サケカップ 200ml瓶
- 佳撰 白鶴 ドライ
- 上撰 白鶴 樽酒
- 上撰 白鶴 しぼりたて新酒カップ
- 白鶴 サケパック Green Label 2.7L
- 白鶴 サケパック Green Label 1.8L
- 白鶴 サケパック Green Label 900ml
- 白鶴 サケパック Green Label 500ml
- 白鶴 サケカップ Green Label 200ml瓶
- 上撰 白鶴 しぼりたての純米生酒
- 白鶴 ミニグラス 上撰 生貯蔵酒
- 白鶴 グリーンペット

### 焼酎
- 白鶴 本格麦焼酎 千夜一酔
- 白鶴 本格芋焼酎 千夜一酔
- 白鶴 長期貯蔵焼酎 千夜一酔
- 白鶴 本格麦焼酎 世話女房

### ワイン

#### フランスワイン
- シャトー・デュ・プランティエ（赤）
- シャトー・デュ・プランティエ（白）
- シャトー・ド・ボーリュー（赤）
- シャトー・ド・ボーリュー（白）
- シャトー・ラグランジェ
- プレスティージ・メドック

#### イタリアワイン
- ルイジ・レオナルド（赤）
- ルイジ・レオナルド（白）
- キアンティ
- モンテプルチアーノ・ダブルッツオ

#### スペインワイン
- レコダ ブリュット
- レコダ ロゼ
- ヴィヴァラ テンプラニーリョ オーガニック
- ヴィヴァラ アイレン オーガニック

#### ドイツワイン
- リースリング・カビネット トロッケン
- リースリング・シュペートレーゼ

### 化粧品
- ドラマティックリペア エマルジョン
- ドラマティックリペア モイスチャーセラム
- ドラマティックリペア クリーム
- ドラマティックリペア モイストCCクリーム
- ドラマティックリペア ホワイトパック
- ドラマティックリペア ホワイトUVクリーム
- 米の恵み 泡洗顔
- 米の恵み 保湿液
- 米の恵み 保湿クリーム
- 米の恵み 美白UVクリーム
- 米の恵み 美白化粧水
- 鶴の玉手箱 大吟醸のうるおいUV
- 鶴の玉手箱 大吟醸のうるおい化粧水
- 鶴の玉手箱 薬用 大吟醸のうるおいクリーム
- 鶴の玉手箱 酒粕石けん
- 鶴の玉手箱 梅酒石けん
- 鶴の玉手箱 梅酒石けんM
- 鶴の玉手箱 白鶴の酒風呂 純米酒配合
- 鶴の玉手箱 白鶴の酒風呂 梅酒配合
- 鶴の玉手箱 白鶴の酒風呂 生貯蔵酒配合

## 事業所

### 本社・工場
- 本社：兵庫県神戸市東灘区住吉南町4-5-5
- 灘魚崎工場：神戸市東灘区魚崎浜町13番地
- 神戸ワイナリー[注 2]：神戸市西区押部谷町高和1557-1

### 支社・支店・営業所
- 東日本
  - 東京支社（東京都中央区）- 支社ビルの屋上に白鶴銀座天空農園があり、2008年から同農園で自社開発酒米「白鶴錦」の苗を植え、収穫して日本酒の醸造に使われている[6][7]。
  - 関信越支店（東京都中央区）
  - 横浜支店（東京都中央区）
  - 札幌支店（札幌市中央区）
  - 仙台支店（仙台市青葉区）
  - 新潟営業所（新潟市中央区）
- 西日本
  - 大阪支社（大阪市西区）
  - 神戸支店（大阪市西区）
  - 名古屋支店（名古屋市名東区）
  - 金沢支店（金沢市）
  - 中・四国支店（岡山市北区）
  - 九州支店（福岡市博多区）

## 受賞歴
全国新酒鑑評会
平成14酒造年 - 29酒造年
- 「白鶴」金賞受賞 - 平成29年受賞

## 番組提供

### 現在
テレビ
- 報道ステーション（テレビ朝日・金曜）※2018年4月から。
- ガイアの夜明け（テレビ東京）※2023年4月から。
- 日経プラス10（BSジャパン） ほか

※不定期に他局の系列番組に提供する事がある。
ラジオ
- ニッポン放送ショウアップナイター（ニッポン放送）（水曜日スポンサー）
- CBCドラゴンズナイター（CBC）（水曜日スポンサー）
- 〜withタイガース〜MBSタイガースライブ（MBS）（水曜日スポンサー）
- ラジオビバリー昼ズ（ニッポン放送）（「口の減らない奴」コーナースポンサー[注 3]）

### 過去
- 報道特集（TBS）
- JNN報道特集（TBS）
- ブロードキャスター（TBS）
- 日本が知りたい（TBS）
- 乾杯!トークそんぐ（毎日放送・1社提供）
- ダウトをさがせ!（毎日放送）
- オールスター家族対抗歌合戦（フジテレビ）
- ゴールデン洋画劇場（フジテレビ）
- 料理の学校（関西テレビ）
- 木曜洋画劇場（テレビ東京）
- にっぽんの歌（テレビ東京・レギュラー放送版のみ）
- 日曜ビッグバラエティ（テレビ東京）
- 和風総本家（テレビ大阪）
- NNNニューススポット（日本テレビ）※毎週水曜21時前、白鶴まる名義。
- NNNきょうの出来事（日本テレビ）※1980年代前半、土曜は一部地域でスポンサー差し替え。
- 真相報道 バンキシャ!（日本テレビ）※酒類販売同業者の高橋酒造も提供。
- ナニコレ珍百景（テレビ朝日）※2015年10月から最終回まで
- クイズプレゼンバラエティーQさま‼︎（テレビ朝日）※2008年10月から2010年3月まで
- Mr.サンデー（フジテレビ・関西テレビ共同制作）※2014年4月から2018年3月まで・前半枠。
- SMAP×SMAP（上記と制作局同文）
- 新説!所JAPAN（同じく以下同文）
- 世界の村で発見!こんなところに日本人（ABC制作・テレビ朝日系列）※2017年10月から2018年3月まで。
- 大改造!!劇的ビフォーアフター（同上） など

## CM出演者
- 相沢直美（上撰白鶴、現在）
- 氷川きよし（まる、過去）
- 石川紗彩（生貯蔵酒、過去）
- 矢崎滋（まる、過去）
- ともさかりえ（まる、過去）
- 西川のりお（まる、過去）
- 内藤剛志（淡麗純米）
- 柳葉敏郎（淡麗純米、過去）
- 未唯（生貯蔵酒、過去）
- 大山のぶ代（さけパック、過去）
- 北大路欣也（過去）
- 春川ますみ（過去）
- 髙橋真梨子（過去）
- 河島英五（生貯蔵酒、過去。歌のみ）
- 城島茂（まる、過去）
- 丸佳浩（まる、過去）
- 小澤征悦（まる、現在）